# Keegan Palmer
Keegan Palmer (født 12. marts 2003) er en australsk skateboarder.
Han repræsenterede Australien ved sommer-OL 2020 i Tokyo, hvor han vandt guld i park.
Ved sommer-OL 2024 i Paris vandt han guld i park.